# 22 de septiembre
El 22 de septiembre es el 265.º (ducentésimo sexagésimo quinto) día del año —el 266.º (ducentésimo sexagésimo sexto) en los años bisiestos— en el calendario gregoriano. Quedan 100 días para finalizar el año.
Además, junto con el 23 de septiembre, este es uno de los días en los que suele producirse el equinoccio de otoño en el hemisferio norte y el equinoccio de primavera en el hemisferio sur, y cambia el signo zodiacal de Virgo a Libra.

## Acontecimientos
- 66: Nerón crea la Legión I Itálica.
- 1236: en la batalla de Saule, los Hermanos Livonios de la Espada son derrotados por los lituanos, los semigalianos y los samogicios.
- 1458: en España, el rey Enrique IV emite una provisión real que ordena la demolición de la villa de Estepona (Málaga), no llegándose a ejecutar en esta ocasión.
- 1499: en Suiza, el Tratado de Basilea la declara estado independiente del Sacro Imperio Romano Germánico.
- 1586: en la provincia de Güeldres (Países Bajos) ―en el marco de la guerra de los Ochenta Años― comienza la batalla de Zutphen, en la que los españoles vencerán a ingleses y neerlandeses.
- 1609: en Valencia se ordena la expulsión de los moriscos.
- 1629: la Ciudad de México amanece anegada luego de 36 horas de lluvia. Esta inundación llevó al gobierno virreinal a tomar la decisión de construir un canal para drenar la cuenca lacustre de México.
- 1692: en los Estados Unidos, las últimas víctimas del Juicio de Salem son colgadas por brujería.
- 1735: en la región central de Argentina, Francisco de Baigorri funda la aldea de Cruz del Eje ―ubicada 142 km al noroeste de la ciudad de Córdoba―, en territorios que le fueron otorgados por el Gobierno de Buenos Aires. Un siglo y medio más tarde se convertirá en un importante nudo ferroviario del país.
- 1761: en Inglaterra coronan a Jorge III y la reina Carlota.
- 1776: en la Revolución estadounidense, Nathan Hale es colgado por cargos de espionaje.
- 1784: en la isla Kodiak (Alaska), Rusia establece una colonia.
- 1792: primer día del nuevo calendario francés propuesto por la Convención Nacional.
- 1812: en España, las Cortes de Cádiz confieren al duque de Wellington el mando supremo de los ejércitos españoles.
- 1829: en Guayaquil (Ecuador) se firma el tratado de paz que fija los límites entre Colombia y Perú.
- 1830: Aprobación de la constitución de Venezuela del Congreso de Valencia en donde se declara la separación de la Gran Colombia
- 1862: en Estados Unidos, el presidente Abraham Lincoln pronuncia su discurso de emancipación.
- 1862: en Alemania, Otto Von Bismarck es nombrado presidente del Gobierno y se reserva el Ministerio de Asuntos Exteriores.
- 1866: en Paraguay ―en el marco de la invasión de este país por parte de la Triple Alianza (Argentina, Brasil y Uruguay)― se libra la batalla de Curupaití donde mueren alrededor de 9000 argentinos y menos de 100 paraguayos.
- 1867: en Bogotá (Colombia) se funda la Universidad Nacional de Colombia.
- 1868: en Puerto Rico estalla un movimiento insurreccional, que es reprimido por el ejército español.
- 1869: en Múnich (Alemania) se estrena la ópera El oro del Rin, de Richard Wagner.
- 1875: en Argentina se inaugura la comunicación telegráfica.
- 1885: en Úlster, Lord Randolph Churchill realiza un discurso contrario a la ley Home Rule: «Ulster debe luchar y Ulster tiene la razón».
- 1888: se publica el primer ejemplar del National Geographic Magazine.
- 1889: en Argentina se crea la Biblioteca Sarmiento, en la provincia de Santiago del Estero.
- 1893: en los Estados Unidos los hermanos Duryea venden el primer automóvil.
- 1896: en Inglaterra, la reina Victoria supera a su abuelo Jorge III como el monarca más longevo de la historia del país.
- 1908: Bulgaria proclama su independencia del Imperio otomano (del que dependía desde el siglo XIV).
- 1910: en México, con motivo de la celebración de cien años de independencia, se inaugura la Universidad Nacional de México, hoy Universidad Nacional Autónoma de México.
- 1914: cerca de Ostende (Bélgica) ―en el marco de la Primera Guerra Mundial― el submarino alemán U-9 echa a pique en unas horas a tres cruceros acorazados británicos, con lo que el submarino se convierte en un arma mortífera de guerra.
- 1926: en la ciudad paraguaya de Encarnación, un huracán provoca 150 muertos y 500 heridos.
- 1928: Karl Wilhelm Reinmuth descubre el asteroide Arnica (asteroide 1100).
- 1930: en Chile fracasa un movimiento político acaudillado por el general Enrique Bravo Ortiz.
- 1932: en Arabia Saudí, el Consejo de Notables proclama rey al príncipe Abdelaziz Al Saud.
- 1934: en la colonia Gresford (en Gales) una explosión mata a 266 mineros y rescatadores.
- 1935: en Moscú (Rusia), el Consejo de Ministros de la Unión Soviética crea el rango militar de Mariscal de la Unión Soviética.
- 1941: en Vínnitsa (Ucrania) ―en el marco de la Segunda Guerra Mundial―, en el año nuevo judío, las SS matan a 6000 judíos. Habían sobrevivido a la matanza de 24.000 rehenes días antes.
- 1944: en la Segunda Guerra Mundial, el Ejército Rojo entra en Tallin (Estonia).
- 1951: en los Estados Unidos es televisado por primera vez un evento deportivo a nivel nacional: la NBC retransmite el partido de fútbol universitario entre la Universidad de Duke y la Universidad de Pittsburgh.
- 1955: en el Reino Unido se realiza la primera emisión de la ITV.
- 1960: Malí se independiza de Francia. La República de Sudán se renombra como Malí después de la retirada de Senegal de la Federación de Malí.
- 1964: en Broadway (Nueva York) se estrena El violinista en el tejado.
- 1965: termina la Segunda Guerra de Cachemira entre la India y Pakistán sobre la posesión de Cachemira, después de que la Organización de las Naciones Unidas ordenara el alto el fuego.
- 1969: en Santo Domingo (República Dominicana) inicia sus transmisiones el programa diario de variedades El show del mediodía.
- 1970: en Malasia dimite el primer ministro Tunku Abdul Rahman.
- 1971: en las áreas U3jw, U3ju, U3hf y U3hz del Sitio de pruebas atómicas de Nevada (a unos cien km al noroeste de la ciudad de Las Vegas), a las 6:00 (hora local), Estados Unidos detona con una diferencia de tres milésimas de segundo sus bombas atómicas Frijoles-Deming, Frijoles-Espuela, Frijoles-Guaje y Frijoles-Petaca, de 0.5, 4, 4 y 4 kilotones respectivamente, todas a 150 metros bajo tierra. Son las bombas n.º 737, 738, 739 y 740 de las 1132 que Estados Unidos detonó entre 1945 y 1992.
- 1972: en Chile, el presidente socialista Salvador Allende nacionaliza la empresa multinacional ITT.
- 1972: en Argentina, el destituido presidente Juan Domingo Perón es excluido por tercera vez desde 1955 de las elecciones presidenciales.
- 1975: en los Estados Unidos, Sara Jane Moore intenta asesinar al presidente Gerald Ford, pero es detenida por un marinero llamado Oliver Sipple.
- 1980: Irak invade Irán, dando inicio a una guerra entre ambos países.
- 1983: en el área U4.º del Sitio de pruebas atómicas de Nevada (a unos cien km al noroeste de la ciudad de Las Vegas), a las 7:00 (hora local), Estados Unidos detona a 533 m bajo tierra su bomba atómica Techado, de dos kilotones. Es la bomba n.º 1001 de las 1129 que Estados Unidos detonó entre 1945 y 1992.
- 1985: en Nueva York (Estados Unidos) se firma el Acuerdo del Plaza.
- 1989: en Carolina del Sur (Estados Unidos), el huracán Hugo llega a la costa.
- 1990: en Pekín (República Popular China) comienzan los XI Juegos Asiáticos.[1]
- 1990: Eric Elst descubre el asteroide Turgot (10089).
- 1991: en la Biblioteca Huntington (Los Ángeles) se exhiben por primera vez en público los manuscritos del mar Muerto.
- 1991: en Santiago de Chile los presidentes Patricio Aylwin (de Chile) y Carlos Salinas de Gortari (de México), firman un Tratado de Libre Comercio, que da paso a una desigualdad social entre ricos y pobres sin precedentes en los 2 países.
- 1993: en Sujumi (Georgia) un Tu-154 de la compañía Transair Georgian Airlines es alcanzado por un misil.
- 1994: en Estados Unidos se estrena Friends, la serie de comedia más exitosa de todos los tiempos.
- 1995: en las afueras de Elmendorf AFB (Alaska), un E-3B AWACS se estrella después de que una bandada de pájaros chocara con dos de sus cuatro motores antes de aterrizar. Mueren las 24 personas que viajaban en el avión.
- 1997: en la aldea Bentalha, a 15 km al sur de Argel (Argelia), se produce la masacre de Bentalha: más de 200 personas son violadas y asesinadas. El Grupo Islámico Armado se responsabiliza por el hecho.
- 1998: la República Dominicana es arrasada por el huracán Georges, que causa grandes daños materiales y pérdidas de vidas.
- 2003: en la ciudad turística de Puerto Plata y Santiago de los Treinta Caballeros (en República Dominicana) sucede un terremoto, 6,5 en la escala sismológica de Richter con grandes daños materiales y pérdida de vidas.
- 2006: en los Estados Unidos, el F-14 Tomcat es retirado de la Armada de los Estados Unidos.
- 2007: en Perú, el expresidente Alberto Fujimori es trasladado desde Chile para comparecer ante la justicia peruana.
- 2011: en distintas ciudades de Chile ―como Santiago y Concepción― miles de personas marchan otra vez en protesta contra la negativa del Gobierno a respetar su derecho a una educación pública y gratuita.
- 2022: en varios estados de México como Michoacán o Guerrero se siente un sismo de magnitud 6.9 en la escala de Ritcher, haciéndose la réplica del sismo del 19 de septiembre de 2022 más fuerte hasta el momento.

## Nacimientos
- 1515: Ana de Cleves, reina inglesa (f. 1557).
- 1601: Ana de Habsburgo, infanta española y reina consorte de Francia (f. 1666).
- 1606: Li Zicheng, emperador chino (f. 1645).
- 1652: Sante Prunati, pintor italiano (f. 1728).
- 1722: John Home, escritor escocés (f. 1808).
- 1741: Peter Simon Pallas, zoólogo alemán (f. 1811).
- 1756: William Smith, político y abolicionista británico (f. 1835).
- 1765: Paolo Ruffini, matemático italiano (f. 1822).
- 1767: José Maurício Nunes García, sacerdote y compositor brasileño (f. 1830).
- 1791: Michael Faraday, científico británico (f. 1867).
- 1819: Wilhelm Wattenbach, historiador alemán (f. 1897).
- 1839: Eugenio Courret, fotógrafo francés radicado en Perú (f. 1920).
- 1855: Mariano de Cavia, periodista español (f. 1920).
- 1863: Alexandre Yersin, bacteriólogo franco-suizo (f. 1943).
- 1867: Ricardo Zuloaga, ingeniero y empresario venezolano, pionero de la industria eléctrica (f. 1932)
- 1868: Dr. Luis Agote, médico y legislador argentino (f. 1954).
- 1870: Charlotte Cooper, tenista británica (f. 1966).
- 1876: André Tardieu, político francés (f. 1945).
- 1882: Wilhelm Keitel, mariscal alemán (f. 1946).
- 1885: Erich von Stroheim, cineasta estadounidense (f. 1957).
- 1895: Paul Muni, actor polaco (f. 1967).
- 1900: Varvara Miasnikova, actriz soviética (f. 1978).
- 1901: Charles Brenton Huggins, médico canadiense, premio Nobel de Medicina en 1966 (f. 1997).
- 1902: José Humberto Quintero, primer cardenal de Venezuela (f. 1984)
- 1902: John Houseman, actor rumano (f. 1988).
- 1903: Joseph Valachi, delincuente estadounidense (f. 1971).
- 1904: Ellen Church, azafata estadounidense (f. 1965).
- 1907: Maurice Blanchot, escritor y filósofo francés (f. 2003).
- 1912: Martha Scott, actriz estadounidense (f. 2003).
- 1914: Guillermo Borda, jurista argentino dedicado principalmente al estudio del Derecho Civil. Además de ministro del Interior y ministro de la Corte Suprema de Justicia (f. 2004).
- 1915: Bernardino Piñera, médico y sacerdote chileno (f. 2020).
- 1915: Amílcar Vasconcellos, político uruguayo (f. 1999).
- 1916: Cipriano Damiano, anarcosindicalista español (f. 1986).
- 1918: Hans Scholl, activista alemán antinazi (f. 1943).
- 1918: Henryk Szeryng, violinista mexicano de origen polaco (f. 1988).
- 1920: Eric Baker, activista británico (f. 1976).
- 1922: Dimitris Papaditsas, poeta y médico griego (f. 1987).
- 1922: Husein Alí Montazerí, ayatolá iraní, líder de la revolución en su país (f. 2009).
- 1923: Dannie Abse, médico y poeta británico (f. 2014).
- 1924: Rosamunde Pilcher, novelista británica (f. 2019).
- 1924: Alberto Podestá, cantante de tangos argentino (f. 2015).
- 1929: Carlo Ubbiali, piloto de motociclismo italiano (f. 2020).
- 1930: Antonio Saura, pintor español (f. 1998).
- 1931: Fay Weldon, feminista británica (f. 2023).
- 1932: Algirdas Brazauskas, político lituano (f. 2010).
- 1932: Juan García Ponce, escritor mexicano (f. 2003).
- 1933: Leonardo Balada, compositor y profesor español.
- 1933: Helmuth Froschauer, director coral y de orquesta austríaco (f. 2019)
- 1934: Carmelo Simeone, futbolista argentino (f. 2014).
- 1935: Pepeto López, fue un actor, comediante y humorista venezolano. Uno de los precursores del humor televisivo en Venezuela.(f. 2014).
- 1936: Carmen Pereira política bisauguineana, primera mujer que asumió una presidencia en África (f.2016)
- 1937: Ricardo Bowen Cavagnaro, político, empresario y periodista ecuatoriano (f. 2017).
- 1937: Richard Marquand, cineasta británico (f. 1987).
- 1938:
  - Lola Salvador Maldonado, escritora española.
  - Lilia Aragón, actriz y política mexicana (f. 2021).
- 1939: Junko Tabei, alpinista japonesa y primera mujer en alcanzar la cima del monte Everest (f. 2016).
- 1940: Anna Karina, actriz y cantante danesa (f. 2019).
- 1940: Teresa Mendizábal, científica vasca.
- 1942: David Stern, abogado estadounidense, comisionado de la NBA entre 1984 y 2014 (f. 2020).
- 1943: Toni Basil, cantante, coreógrafa y actriz estadounidense.
- 1943: Miguel Patrón Marchand, director de orquesta y musicólogo uruguayo (f. 2010).
- 1946: Richard Bauckham, teólogo e historiador estadounidense.
- 1946: John Woo, cineasta hongkonés.
- 1947: Julieta Magaña, actriz y cantante argentina (f. 2017).
- 1948: Jorge Verstrynge, político, politólogo, y geopolítico hispano-francés.
- 1951: David Coverdale, músico británico de las bandas Deep Purple y Whitesnake.
- 1952: Richard Fairbrass, cantante, bajista y presentador de televisión británico, de la banda Right Said Fred.
- 1953: Ségolène Royal, política francesa.
- 1956: Debby Boone, cantante estadounidense.
- 1957: Nick Cave, músico, escritor y actor australiano.
- 1957: Giuseppe Saronni, ciclista italiano.
- 1958: Andrea Bocelli, tenor italiano.
- 1958: Eddy Planckaert, ciclista belga.
- 1958: Joan Jett, cantante y guitarrista estadounidense.
- 1959:
  - Mohammed Dionne, político e ingeniero senegalés, Primer ministro de Senegal entre 2014 y 2019 (f. 2024).
  - Saul Perlmutter, físico estadounidense.
- 1960: Isaac Herzog, político israelí, presidente de Israelí desde 2021.
- 1961: Liam Fox, político británico.
- 1961: Bonnie Hunt, actriz estadounidense.
- 1961: Catherine Oxenberg, actriz británica.
- 1961: Carlton Fairweather, futbolista, entrenador y directivo inglés (f. 2025).
- 1964: Benoît Poelvoorde, cineasta belga.
- 1966: Martín de Francisco, Es presentador, locutor, actor y periodista deportivo colombiano.
- 1966: Albert Pla, cantautor catalán.
- 1967: Félix Savón, boxeador cubano.
- 1969: Matt Sharp, músico estadounidense.
- 1970: Barbara Albert, guionista, productora y directora de cine austriaca.
- 1970: Mystikal, rapero estadounidense.
- 1970: Rupert Penry-Jones, actor británico.
- 1970: Emmanuel Petit, futbolista francés.
- 1971: Marta Luisa de Noruega, aristócrata noruega.
- 1974: Bob Sapp, boxeador estadounidense.
- 1975: Freddy Grisales, futbolista colombiano.
- 1975: José María González Santos, geógrafo, historiador, cantante del Carnaval de Cádiz y político español.
- 1975: Hennadiy Horbenko, atleta ucraniano (f. 2025).
- 1975: Javier López Vallejo, futbolista español.
- 1976: Martin Solveig, DJ francés.
- 1978: Harry Kewell, futbolista australiano.
- 1979: Emilie Autumn, cantautora y violinista estadounidense.
- 1979: Cristian Tavio, futbolista argentino.
- 1981: Adam Lazzara, cantante estadounidense de la banda Taking Back Sunday.
- 1981: Serdar Berdimuhamedow, político turcomano, Presidente de Turkmenistán desde 2022.
- 1982: Kōsuke Kitajima, nadador japonés.
- 1982: Billie Piper, cantante y actriz británica.
- 1983: Sebastián Penco, futbolista argentino.
- 1984: Laura Vandervoort, actriz canadiense.
- 1984: Eduardo Rubio, futbolista chileno.
- 1984: Tatán Mejía, corredor colombiano de freestyle motocross.
- 1985: Tatiana Maslany, actriz canadiense.
- 1985: Faris Haroun, futbolista belga.
- 1987: Tom Felton, actor británico.
- 1988: Jens Grahl, futbolista alemán.
- 1989: Cœur de Pirate, cantante y pianista franco-canadiense
- 1989: Hyoyeon, integrante del grupo Girls' Generation.
- 1989: Sabine Lisicki, tenista alemana.
- 1990: Romina Parraguirre, futbolista chilena.
- 1990: Juan Betancourt, actor y modelo cubano.
- 1993: Mauricio Cabrera, beisbolista dominicano.
- 1993: Chase Ellison, actor estadounidense.
- 1994: Carlos Correa, beisbolista puertorriqueño.
- 1994: Jinyoung, integrante del grupo Got7.
- 1995: Nayeon, integrante del grupo Twice.
- 1995: Malick Touré, futbolista maliense (f. 2024).
- 1996: Anthoine Hubert, piloto de automovilismo francés (f. 2019).
- 1998: Phạm Trung Hiếu, futbolista vietnamita.
- 1998: Ronald Gómez Rodríguez, futbolista salvadoreño.
- 1998: Filippo Conca, ciclista italiano.
- 1999: José Juan Macías, futbolista mexicano.
- 1999: Emilio Bernad, futbolista español.
- 1999: Davide Frattesi, futbolista italiano.
- 2000: Seungmin cantante, rapero y bailarín surcoreano intregrante del grupo Stray Kids
- 2000: Ahmed Al Ganehi, futbolista catarí.
- 2000: Darlin Yongwa, futbolista camerunés.
- 2008: Alanna de la Rossa, actriz, cantante y modelo colombiana.
- 2011: Park Da-yeon, actriz surcoreana.

## Fallecimientos
- 532: Félix IV, papa de la Iglesia católica entre 526 y 530 (n. 470).
- 852: Abderramán II, emir omeya de Córdoba (n. 792).
- 1072: Ouyang Xiu, cronista chino (n. 1007).
- 1253: Dōgen, maestro budista japonés (n. 1200).
- 1411: Ana Mortimer, noble inglesa (n. 1390).
- 1520: Selim I, Sultán otomano (n. 1465).
- 1532: Luisa de Saboya, regente francesa (n. 1476).
- 1539: Gurú Nanak Dev, religioso pakistaní, fundador del sijismo (n. 1469).
- 1554: Francisco Vázquez de Coronado, conquistador español (n. 1510).
- 1607: Alessandro Allori, pintor italiano (n. 1535).
- 1646: Jean-François Niceron, matemático y físico francés (n. 1613).
- 1662: John Biddle, teólogo británico (n. 1615).
- 1707: Zheng Keshuang, último rey del Reino de Tungning, en Taiwán (n. 1670).
- 1774: Clemente XIV, papa italiano (n. 1705).
- 1776: Nathan Hale, militar estadounidense (n. 1755).
- 1777: John Bartram, botánico estadounidense (n. 1699).
- 1816: Christen Smith, médico noruego (n. 1785).
- 1828: Shaka Zulú, militar y político sudafricano (n. 1787).
- 1840: Anne Lister, escritora británica (n. 1791).
- 1851: Mary Martha Sherwood, escritora británica de libros para niños (n. 1775).
- 1866: Dominguito Sarmiento, militar chileno-argentino (n. 1845).
- 1872: Vladímir Dal, lexicógrafo ruso (n. 1801).
- 1914: Alain-Fournier, escritor francés (n. 1886).
- 1921: Ivan Vazov, poeta búlgaro (n. 1850).
- 1944: Nelly Quel, actriz argentina (n. 1896).
- 1949: Kim Jong-suk, personalidad norcoreana (n. 1917).
- 1949: Roberto Lewis, pintor panameño (n. 1874).
- 1949: Sam Wood, cineasta estadounidense (n. 1883).
- 1952: Kaarlo Juho Ståhlberg, político finlandés (n. 1865).
- 1956: Frederick Soddy, químico británico, premio Nobel de Química en 1921 (n. 1877).
- 1957: Soemu Toyoda, almirante japonés (n. 1885).
- 1961: Marion Davies, actriz estadounidense (n. 1897).
- 1969: Adolfo López Mateos, político mexicano, presidente entre 1958 y 1964 (n. 1908).
- 1970: Alice Hamilton, médica e investigadora estadounidense (n. 1869).
- 1978: José Alejandro Morales, compositor colombiano (n. 1913).
- 1981: Harry Warren, compositor estadounidense (n. 1893).
- 1985: Geneviève Tabouis, historiadora y periodista francesa (n. 1892).
- 1986: Jozsef Asboth, tenista húngaro (n. 1917).
- 1986: Patricio Barros, abogado y político chileno (n. 1920).
- 1986: Robert Helpmann, actor, bailarín y coreógrafo australiano (n. 1909).
- 1989: Irving Berlin, compositor estadounidense de origen bielorruso (n. 1888).
- 1991: Tino Casal, pintor y músico español (n. 1950).
- 1996: Dorothy Lamour, actriz y cantante estadounidense (n. 1914).
- 1999: George C. Scott, actor estadounidense (n. 1927).
- 2000: Yehuda Amijai, poeta israelí (n. 1924).
- 2000: Saburo Sakai, aviador japonés (n. 1916).
- 2001: Isaac Stern, violinista ucraniano (n. 1920).
- 2002: Julio Pérez, futbolista uruguayo (n. 1926).
- 2003: Germán Lopezarias, periodista español (n. 1927).
- 2004: Ray Traylor, luchador estadounidense (n. 1962).
- 2005: Javier Yubero, futbolista español (n. 1972).
- 2006: Tommy Olivencia, músico portorriqueño (n. 1938).

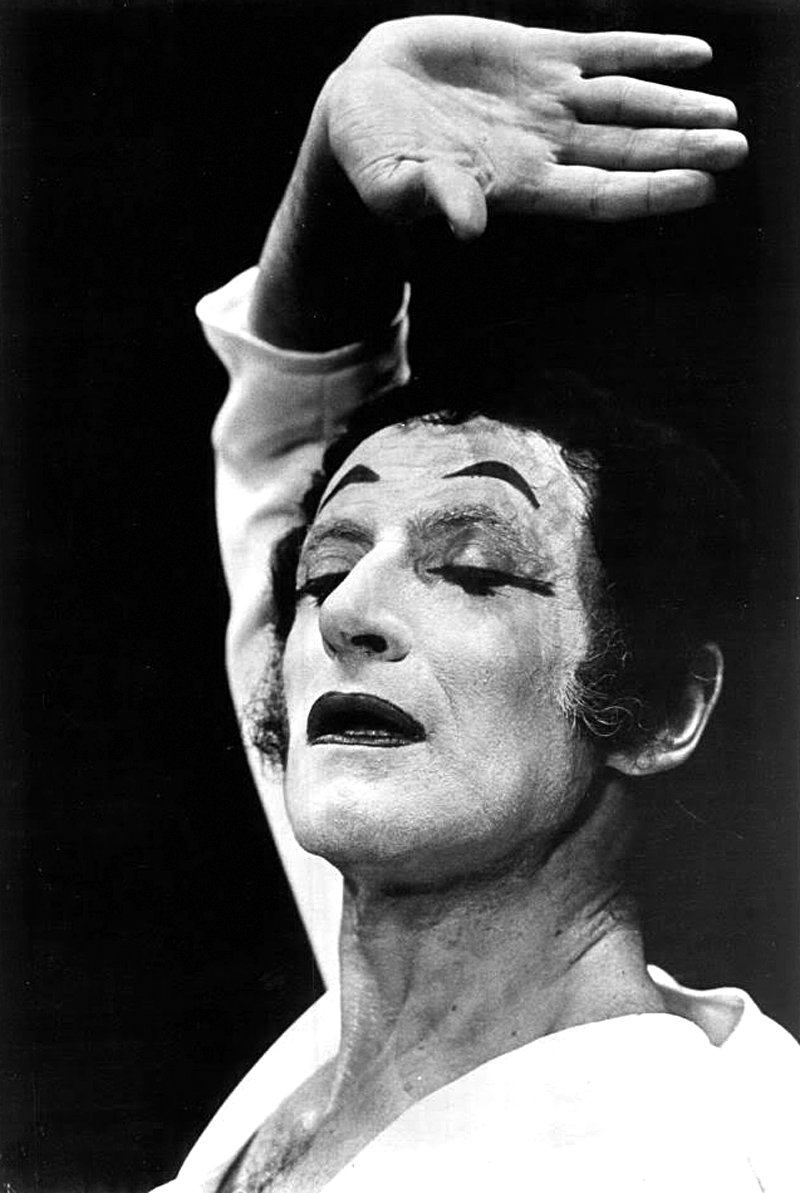
Marcel Marceau.

- 2007: Marcel Marceau, mimo francés (n. 1923).
- 2009: Inés Fernández, actriz y cantante argentina (n. 1931).
- 2010: Eddie Fisher, cantante y actor estadounidense (n. 1928).
- 2013: Álvaro Mutis, escritor colombiano (n. 1923).
- 2020: Dudley Riggs, comediante estadounidense (n. 1932).
- 2021: Abdelkader Bensalah, político argelino, presidente de Argelina en 2019 (n. 1941).
- 2021: Roger Michell, director de cine y televisión sudafricano (n. 1956).
- 2022: Carlitos Balá, humorista, actor, músico y presentador argentino (n. 1925).
- 2022: Jorge Fons, cineasta mexicano (n. 1939).
- 2023: Arturo Avello Díez del Corral (71), diplomático español (n. 1952).[2]
- 2023: Maria Carmem Barbosa (76), dramaturga y guionista brasileña (n. 1947).[3]
- 2023: Olga Chorens (99), cantante y actriz cubana (n. 1924).[4]
- 2023: Bayani Fernando (77), empresario y político filipino (n. 1946).[5]
- 2023: John Getreu (79), asesino serial estadounidense (n. 1944), condenado a cadena perpetua por el asesinato de tres muchachas entre 1969 y 1974; muerto en prisión.
- 2023: Bob Glasgow (81), político estadounidense; cáncer (n. 1942).[6]
- 2023: Federico González del Pino (80), traductor, adaptador, productor, empresario teatral, agente literario y crítico argentino (n. 1943).[7]
- 2023: Tereza Grossi (74), economista brasileña (n. 1949).[8]
- 2023: Sharar Haidar (52), futbolista iraquí; ataque cardiaco (n. 1971).[9]
- 2023: Mike Henderson (69), cantante, músico y compositor estadounidense (n. 1953).[10]
- 2023: Peter Horton (82), músico, cantante y compositor austriaco; Parkinson (n. 1941).[11]
- 2023: Evelyn Fox Keller (87), física, escritora y activista estadounidense (n. 1936).[12]
- 2023: Giovanni Lodetti (81), futbolista italiano (n. 1942).[13]
- 2023: Américo Lopes (90), futbolista portugués (n. 1933).[14]
- 2023: Geir Lundestad (78), historiador y escritor noruego (n. 1945).[15]
- 2023: Mark Manges (67), jugador de fútbol americano estadounidense (n. 1956).[16]
- 2023: Khem Raj Bhatta Mayalu (76), político nepalés (n. 1946).[17]
- 2023: Alejandro Meerapfel (54), barítono argentino; infarto (n. 1969).[18]
- 2023: Cristina Morán (93), actriz, locutora, presentadora de televisión y periodista uruguaya (n. 1930).[19]
- 2023: Giorgio Napolitano (98), político italiano, presidente de Italia entre 2006 y 2015 (n. 1925).[20]
- 2023: Jaume Porta Casanellas (79), ingeniero agrónomo y académico español (n. 1944).[21]
- 2023: Ruth Poujade (84), arqueóloga argentina (n. 1939).[22]
- 2023: Bernard Toublanc-Michel (95), director de cine y guionista francés (n. 1927).[23]
- 2024: La Tota Santillán (Daniel Carías), presentador de televisión y productor musical argentino de cumbia (n. 1957).

## Celebraciones
- Día Mundial sin Automóvil.[24]Una iniciativa propuesta por la Unión Europea (UE) para crear conciencia sobre la contaminación ambiental.
- Día Mundial de la Narcolepsia.[25]
- Día Mundial de la Leucemia Mieloide Crónica.[26]
- Día Mundial del Rinoceronte.[27]
- Día Internacional del Mimo. En honor a Marcel Marceau, en la fecha de su muerte.[28]

 Por países
(Por orden alfabético)
- Argentina:
  -  Neuquén: 
    - Día Provincial del Pastor Evangélico.[29]En reconocimiento a la tarea espiritual y social que llevan a cabo.[30]
Establecido por Ley N.º 3456 del 28 de agosto de 2024.

- Bulgaria:
  - Día de la Independencia.

- Estonia:
  - Día de la Lucha de la Resistencia.

- Mali:
  - Día de la Independencia.

- Uruguay:
  - Día del Maestro.

### Santoral católico

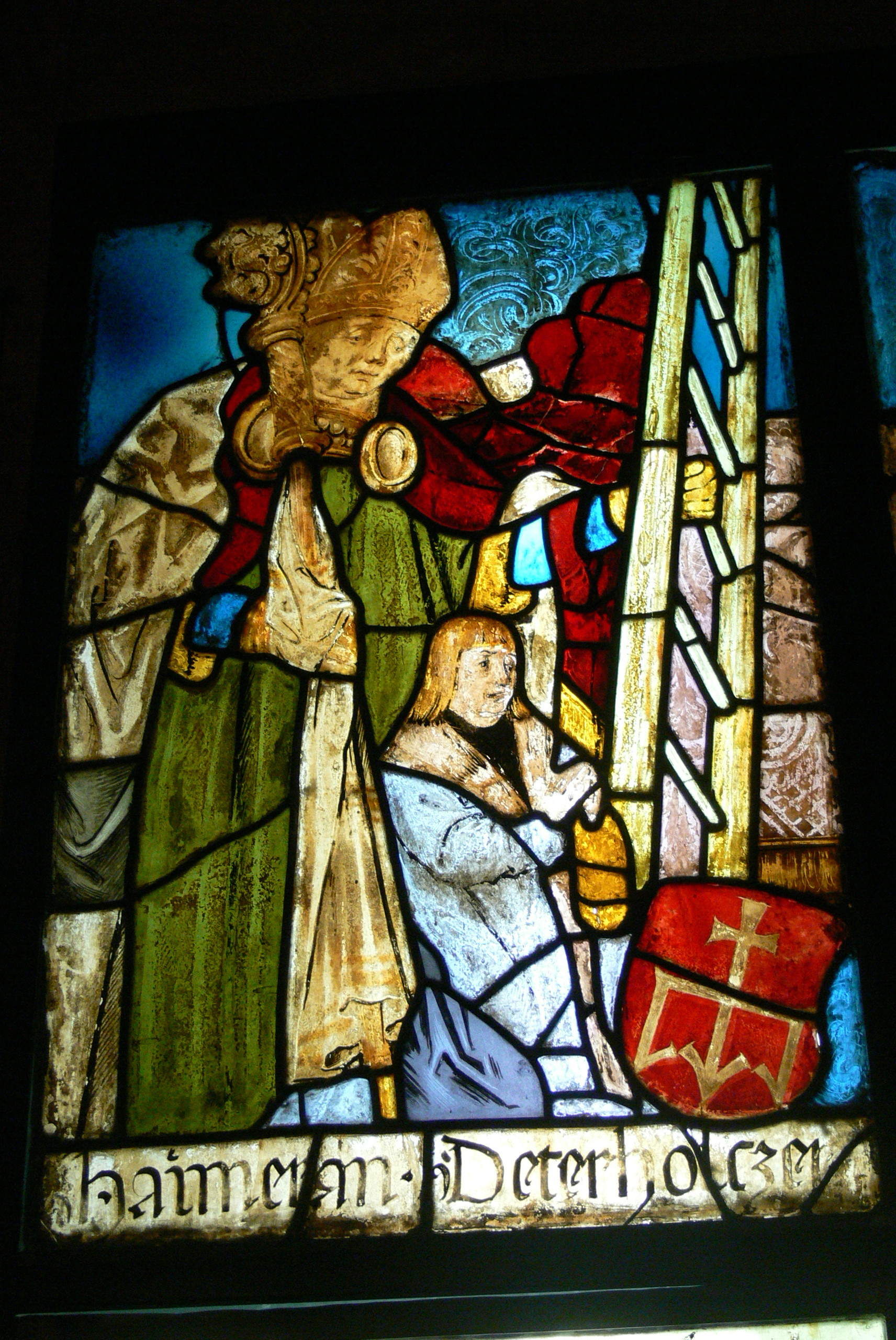
San Emerano de Ratisbona, obispo (690).

- San Mauricio de Agauno y compañeros, mártires (302).[31]
- Santa Emérita de Roma, mártir.
- Santa Basila de Roma, mártir (304).
- San Silvano de Levroux, eremita (s. V).
- San Florencio de Glonna, presbítero (s. VI).
- San Laudo de Coutances, obispo (549).
- Santa Salaberga de Laon, abadesa (664).
- San Emeramo de Ratisbona, obispo (690).
- Beato Otón de Freising, obispo (1158).
- Santo Ignacio de Santhià, presbítero (1770).
- Beato José Marchandon, presbítero y mártir (1794).
- Santos Pablo Chong Ha-sang y Agustín Yu Chin-gil, mártires (1839).
- Beato Carlos Navarro Miquel, presbítero y mártir (1936).
- Beato Germán Gozalvo Andreu, presbítero, y mártir (1936).
- Beatos Vicente Pelufo Corts y Josefa Moscardó Montalvá, mártires (1936).
- Beato Vicente Sicluna Hernández, presbítero y mártir (1936).
- Beata María de la Purificación Vidal Pastor, virgen y mártir (1936).